# The Light at the End of the World
The Light at the End of the World er et album af det britiske death/doom metal-band My Dying Bride, som blev udgivet i 1999 gennem Peaceville Records. Efter det tidligere og mere eksperimentale album 34.788%...Complete bevægede denne udgivelse sig tilbage til bandets mere traditionelle lyd, eksempelvis begyndte Aaron Stainthorpe at bruge growl igen. Dette var også det sidste album med guitaristen Calvin Robertshaw, der forlod bandet for at blive deres manager i stedet for. Keyboardpassagerne blev spillet af Jonny Maudling fra Bal-Sagoth. Dette var også det første My Dying Bride album med trommeslageren Shaun Steels som blev i bandet til 2006.  

## Sporliste
1. "She Is the Dark" – 8:26
2. "Edenbeast" – 11:22
3. "The Night He Died" – 6:25
4. "The Light at the End of the World" – 10:35
5. "The Fever Sea" – 4:05
6. "Into the Lake of Ghosts" – 7:08
7. "The Isis Script" – 7:08
8. "Christliar" – 10:30
9. "Sear Me III" – 5:26